# Lichenochora coarctatae
Lichenochora coarctatae är en lavart som först beskrevs av B. de Lesd., och fick sitt nu gällande namn av Hafellner & F. Berger 2000. Lichenochora coarctatae ingår i släktet Lichenochora, ordningen Phyllachorales, klassen Sordariomycetes, divisionen sporsäcksvampar och riket svampar.   Inga underarter finns listade i Catalogue of Life.